# Micromacromia
Genre
Micromacromia est un genre de la famille des Libellulidae appartenant au sous-ordre des anisoptères dans l'ordre des odonates. Il comprend quatre espèces.

## Espèces du genreMicromacromia
- Micromacromia camerunica Karsch, 1890
- Micromacromia flava (Longfield, 1947)
- Micromacromia miraculosa (Förster, 1906)
- Micromacromia zygoptera (Ris, 1909)